# آب میانی جنوبگان
آب میانی جنوبگان (به انگلیسی: Antarctic Intermediate Water) یک توده آبی سرد و با شوری نسبتاً کم است که بیشتر در ژرفای متوسط در اقیانوس جنوبی یافت می‌شود. آب میانی جنوبگان در سطح اقیانوس در منطقه همگرایی جنوبگان یا معمولاً منطقه جبهه قطبی جنوبگان نامیده می‌شود. این منطقه همگرایی معمولاً بین ۵۰ درجه و ۶۰ درجه جنوبی قرار دارد، از این رو تقریباً همهٔ آب میانی جنوبگان در اینجا تشکیل می‌شود.